# Cer (Drugovo)
Cer (macedónul: Цер) település Észak-Macedóniában, a Délnyugati körzet Kicsevói járásában, 2013-ig a Drugovói járás része volt, ami teljes egészében beolvadt a Kicsevói járásba.

## Népesség
| Lakosok száma | 1072 | 1163 | 945  | 672  | 390  | 223  | 208  | 159  | 60   |
|               | 1948 | 1953 | 1961 | 1971 | 1981 | 1991 | 1994 | 2002 | 2021 |

2002-ben 159 lakosa volt, akik közül 158 macedón és 1 szerb.